# 고령화가족
《고령화가족》은 2013년에 개봉한 대한민국의 코미디 드라마 영화이다. 천명관의 동명 소설을 원작으로 한다.

## 줄거리
평화롭던 엄마 집에 나잇값 못하는 가족이 다시 모여들기 시작한다. 엄마 집에 빈대 붙어 사는 철없는 백수 첫째 ‘한모’, 흥행참패 영화감독 둘째 '인모', 결혼만 세 번째인 뻔뻔한 로맨티스트 셋째 ‘미연’. 서로가 껄끄럽기만 한 삼 남매와 미연을 쏙 빼 닮아 되바라진 성격의 개념상실 여중생 ‘민경’까지, 모이기만 하면 사건 사고가 끊이지 않는 이들의 속사정이 공개된다!
평균 연령 47세, 극단적 프로필, 나이 값 못하는 고령화가족이 온다!

## 캐스팅
- 박해일 : 오인모 역 - 둘째
- 윤제문 : 오한모 역 - 첫째
- 공효진 : 오미연 역 - 셋째
- 윤여정 : 엄마 역
- 진지희 : 신민경 역 - 미연 딸
- 예지원 : 수자 역
- 김영재 : 근배 역 - 미연 남자친구
- 유승목 : 약장수 역
- 박영서 : 기수 역
- 이영진 : 서미옥 역 - 인모 처
- 정영기 : 장 서방 역 - 미연 둘째남편
- 오민애 : 집주인 아줌마 역
- 전수환 : 전 사장 역
- 김대진 : 최 부장 역
- 이승찬 : 민경 선생 역
- 강풍 : 트레이너 사내 역
- 황순혁 : 형사 2 역
- 이규섭 : 약장수 측근 2 역
- 한이진 : 횟집손님 역
- 김해곤 : 김 사장 역
- 임승묵 : 약장수 패거리들 역
- 임효우 : 약장수 패거리들 역
- 권수현 : 약장수 패거리들 역
- 서왕석 : 약장수 패거리들 역
- 박정표 : PC방 사내 역
- 강석철 : 천안 PC방 패거리들 역
- 유연미 : 민경친구 역
- 김계선 : 횟집 아줌마 역
- 신유람 : 횟집손님 패거리들 역
- 나주호 : 횟집손님 패거리들 역
- 김원영 : 횟집손님 패거리들 역
- 우혜진 : 결혼식 미연 친구들 역
- 이강진 : 피자 배달원 역
- 박용수 : 에로영화 스태프 역
- 최철수 : 에로영화 스태프 역
- 정광호 : 에로영화 스태프 역
- 선현철 : 에로영화 스태프 역
- 홍진성 : 에로영화 스태프 역
- 문선영 : 에로영화 스태프 역
- 이승준 : 안치실 형사 역
- 김희열 : 안치실 가족들 역
- 김근영 : 안치실 가족들 역
- 황병국 : 결혼식 사진사 역 (우정출연)
- 박근형 : 구씨 역 (특별출연)
- 김지영 : 상근댁 역 (특별출연)
- 양희경 : 정현댁 역 (특별출연)
- 김경애 : 정복댁 역 (특별출연)